# Pilon (stavbarstvo)
Pilon je grški izraz (grško πυλών − pylon: portal, glavna vrata, latinsko pila = steber) za monumentalni vhod v egipčanski tempelj (tempeljski vhodni kompleks z bočnima stolpoma) ali mogočna podboja na obeh straneh vrat ali nosilna opornika ali jambora visečega mostu.

## Egipčanska arhitektura
| N27 |

| N27 |

Pri templju sestoji iz dveh poševnih stolpov, na katerih je venec, združen z manj poudarjenim nižjim delom, ki zapira vhod med njima. Vhod je običajno na približno polovici višine pilonov.
V stari egipčanski teologiji pilon označuje hieroglif za horizont ali akhet,  upodobitev dveh hribov, »med katerima je sonce vzhajalo in zahajalo«. Zato je igral ključno vlogo v simboliki arhitekture kultnih stavb, ki je bila povezana s krajem za rekreacijo in ponovno rojstvo. Piloni so bili pogosto okrašeni s prizori, ki so poudarjali avtoriteto vladarja, ker je to javna površina kultne stavbe. Na prvem pilonu Izidinega templja v Filah je faraon prikazan, kako pobija svoje sovražnike, medtem ko ga gledajo Izida, Hor in Hator. Druge primere pilonov je mogoče videti v Luksorju in Edfuju.
Na vrhu tempeljskih pilonov so se pogosto opravljali rituali za boga Amuna, ki je postal sončni bog Ra. Poleg standardnih vertikalnih utorov na zunanji steni pilona, ki je bila oblikovana za drogove za zastave, imajo nekateri piloni tudi notranje stopnice in sobe. Najstarejši ohranjeni piloni pripadajo pogrebnim templjem iz 13. in 12. stoletja pr. n. št. iz dobe Ramzesa. Pred pilonom je običajno stal par obeliskov.

## Sodobna arhitektura
Neoklasicistična in neoegipčanska arhitektura poznata pilon. Po zgledu starodavnih vhodnih pilonov so v sodobni arhitekturi masivni, pogosto kiparsko okrašeni ob vratih v zidu ali ograji. Zlasti v arhitekturi baroka in klasicizma so piloni pogosti pri oblikovanju vrat reprezentativnih zgradb.
Boodle's, klub za moške v Londonu je primer klasičnega sloga. V 19. in 20. stoletju so pilone v arhitekturi uporabili za gradnjo mostov. Sydneyjski pristaniški most je eden najbolj znanih.
Leta 1928 je bil pilon zgrajen kot spomenik v spomin na razširitev grofije Borough v Brightonu. Dva kamnita stolpa, lokalno poznana kot »pilona«, še vedno stojita in sta jasno vidna voznikom na obeh voznih pasovih na A23. Pilon Patcham, stolp ob južnem vozišču A23, je zunaj mesta Brighton and Hove in je spomeniško zaščiten. Veliko katedral ima podobno zahodno fasado (na primer katedrala Elgin).
- Baročna pilona na vhodu v samostan Corvey
- Klasicističen pilon pred pokopališčem Roßlau

## Inženirski objekti
V modernem gradbeništvu pilon podpira v smislu statike samo tlačne sile ali je okvir, ki prejema pretežno tlačne sile. Prvi so bili razviti okoli leta 1900, zlasti pri sodobnih mostovih in so temelj visečih in kabelskih mostov. Izkušnje pa so se nato prenesle na stavbe. Sprva naj bi obsegale velike konstruktivne površine (strope dvoran), nato pa so se v visokih gradnjah spopadli z velikimi vertikalnimi obremenitvami. Obstajajo konzolne konstrukcije, pri katerih so nameščeni v tla ali druge uporabne elemente. Danes se piloni uporabljajo na skoraj vseh področjih gradbeništva.
Primeri konstrukcij s piloni so Silberturm v Frankfurtu,  Messehalle 2 v Hannovru ali z dvema pilonoma Europahalle v Karlsruheju. Najbolj znan viseči most z do 227 m visokimi piloni je most Golden Gate v San Franciscu v Kaliforniji, najstarejši viseči most je leta 1893 odprt Puente de Vizcaya ali Puente Colgante v severni Španiji, istočasno most za pešce in podporna struktura za viseči trajekt čez reko Nervion.
- Golden Gate v San Franciscu
- Viseči most Puente de Vizcaya